# Kronos (francouzská hudební skupina)
Kronos je francouzská brutal death metalová hudební skupina z obce Thaon-les-Vosges založená roku 1994. Je pojmenována podle Titána Krona z řecké mytologie.
Debutové studiové album vyšlo roku 2001 a nese název Titan's Awakening.

## Diskografie
Dema
- Outrance (1997)

Studiová alba
- Titan's Awakening (2001)
- Colossal Titan Strife (2003)
- The Hellenic Terror (2007)
- Arisen New Era (2015)

Kompilační alba
- Prelude to Awakening (2009)